# Walter Prutscher
Walter Prutscher (* 2. Jänner 1914; † 9. Jänner 2002) war ein österreichischer Architekt.

## Leben

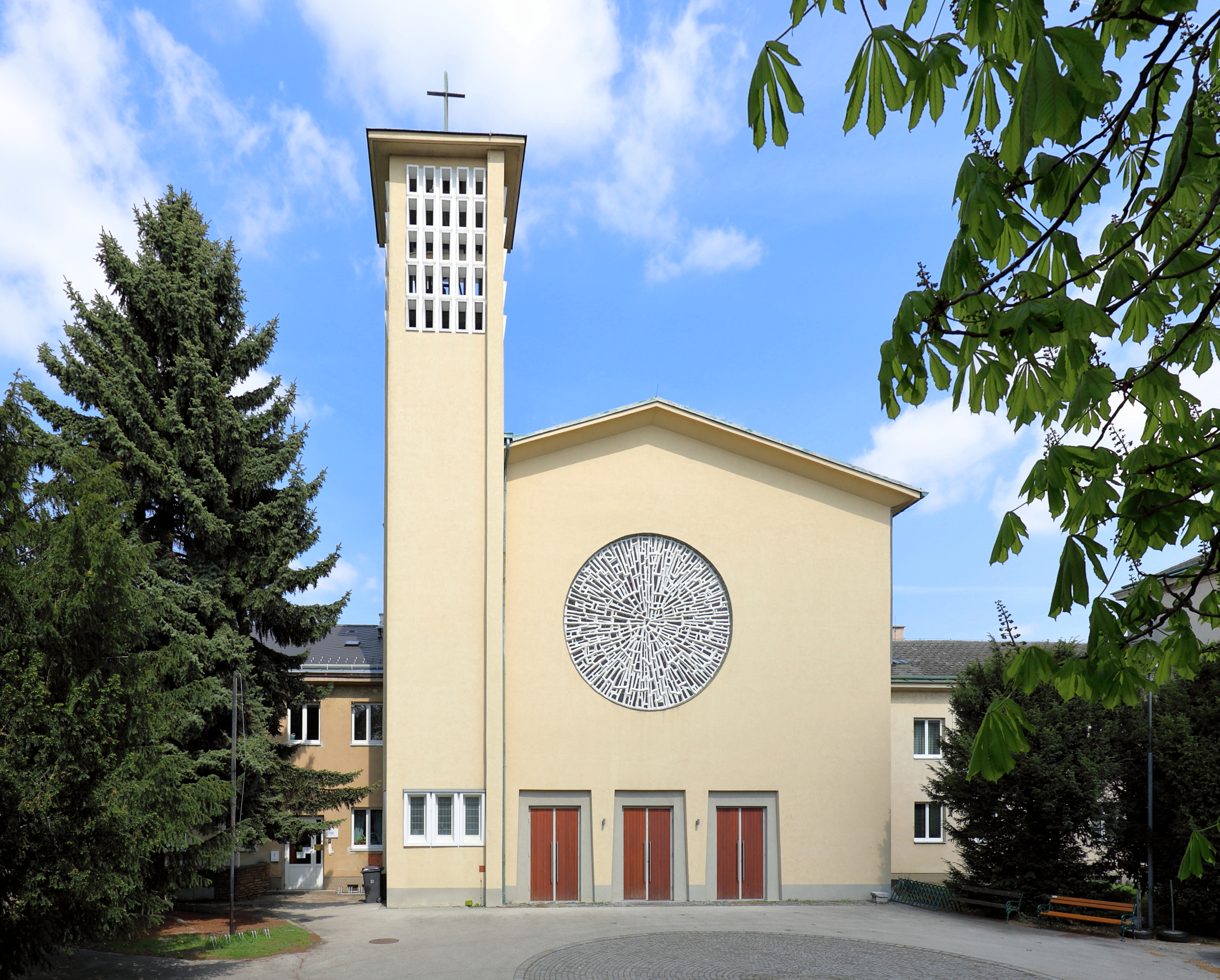
Hirschstettner Pfarrkirche (1959–1961)

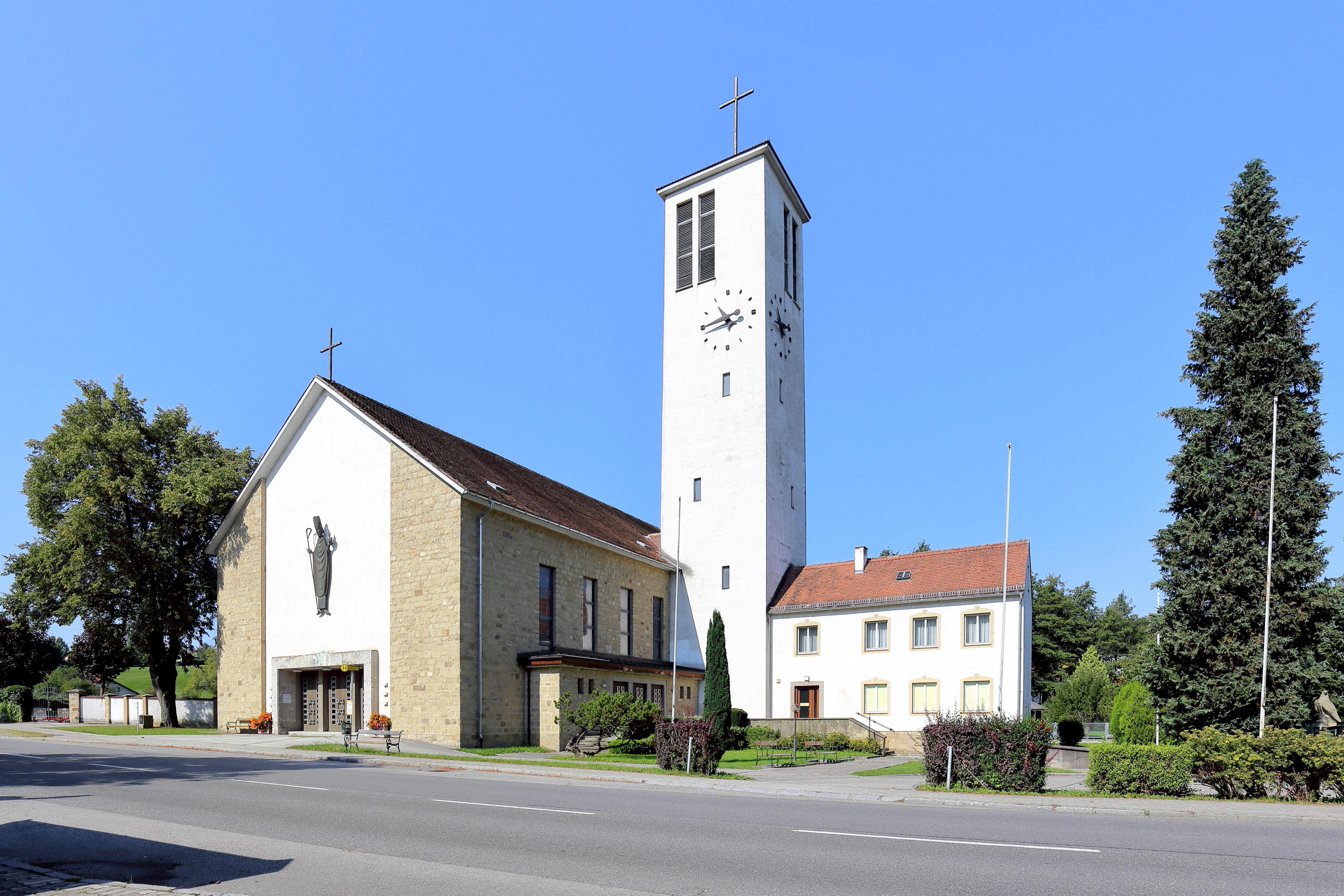
Filialkirche Innermanzing (ab 1955)

Walter Prutscher war der Sohn des Ingenieurs Joseph Prutscher (* 1. Jän. 1884 in Budapest) und der Leopoldine Prutscher, geborene Ebner (* 1896). Er studierte von 1935 bis 1939 an der Technischen Hochschule Wien. Von 1955 bis 1968 hatte er an dieser eine Assistentenstelle für Kunsthandwerk, Innenraumgestaltung und Gartenkunst inne und promovierte zwischenzeitlich 1961.
Nach seinen Entwürfen wurde die Hirschstettner Pfarrkirche im 22. Wiener Gemeindebezirk errichtet (1959–1961) und die kath. Filialkirche hl. Augustin in Innermanzing, Niederösterreich (ab 1955). Mit den Architektenkollegen Walter Foral und Kurt Reinhart errichtete er von 1952 bis 1953 den Gemeindebau Boschstraße 20–22 mit 168 Wohneinheiten, mit den Kollegen Alfons Hetmanek, Anton Josef Osika, Wilhelm Urbanek und Elisabeth Pongracz von 1957 bis 1959 den Gemeindebau Hofmannsthalgasse 12–24 mit 294 Wohneinheiten und mit dem Kollegen Richard Siedek von 1963 bis 1965 den Gemeindebau Breitenfurter Straße 299–303 mit 72 Wohneinheiten.
Prutscher wurde am 23. Jänner 2002 auf dem Wiener Zentralfriedhof bestattet (Gruppe 48, Erweiterung D, Reihe 11, Nummer 10).